# Friedrich Pohl (Agrarwissenschaftler)
Friedrich Pohl (* 19. Juli 1768 in Benau bei Sorau (Niederlausitz); † 19. Februar 1850 in Leipzig) war ein deutscher Agrarwissenschaftler.
Pohl, Sohn eines Landwirts, studierte Natur- und Kameralwissenschaften in Leipzig und war dann in der praktischen Landwirtschaft tätig, zeitweise als Gutsinspektor. 1816 wurde ihm die ordentliche Professur für Ökonomie und Technologie an der Universität Leipzig übertragen. Pohl hat von 1809 bis 1844 das Archiv der Teutschen Landwirthschaft herausgegeben und mit dieser Zeitschrift maßgebend dazu beigetragen, neue wissenschaftlich-technologische Erkenntnisse den sächsischen Landwirten nahezubringen. Außerdem ist Pohl Autor zahlreicher landwirtschaftlicher Fachbücher.

## Schriften (Auswahl)
- Ausführliche Beschreibung des Stein- und gebogenen Klees, zweier merkwürdiger und zum Anbau empfohlener Kleearten, nebst Abbildungen. Leipzig 1800.
- Das Verjüngen der Wiesen. Nebst einer vorausgeschickten Revision der Wiesenwirthschaftslehre. Leipzig 1810.
- Lehrbuch der landwirthschaftlichen Technologie. Leipzig 1826; 2. verb. Aufl. ebd. 1843; wohlfeile Ausgabe ebd. 1846.
- Die Kunst, grüne Bohnen zu trocknen, daß sie wie frische aussehen und eben so gut schmecken. Nebst Anleitung zum Trocknen junger Erbsen, und Anweisung, süße Kirschen in Rosinen zu verwandeln, die in keiner Hinsicht Traubenrosinen nachstehen, sondern selbst noch Vorzüge haben. Leipzig 1829; 3. Aufl. ebd. 1833.
- Die Runkelrübe. Eine zeitgemäße Sammlung alles dessen, was irgend Bezug auf die Runkelrübe hat. Leipzig 1836.
- Die Kartoffeln. Ein Beitrag zur Geschichte ihrer Einführung und Verbreitung, besonders in Sachsen – Zur Feier des Kartoffel-Festes in Machern am 9. Dezember 1840 (Leipzig 1841).